# Utmanzai
Utmanzai é uma cidade do Paquistão localizada na província de Caiber Paquetuncuá.